# Балаклава (картина Томпсон)
«Балаклава» (англ. Balaclava) — картина британской художницы-баталистки Элизабет Томпсон, написанная в 1876 году. Находится в Манчестерской художественной галерее (Великобритания). Показывает британскую кавалерию после Балаклавского сражения 25 октября 1854 года в ходе Крымской войны. Полотно входит в серию картин Томпсон (леди Батлер), написанных художницей в 1874—1877 годах и изображающих сцены из Крымской войны, такие как «Перекличка после боя, Крым» (1874) и «Возвращение из-под Инкермана» (1877).

## Сюжет и описание
Картина «Балаклава», написанная Элизабет Томпсон в 1876 году, показывает последствия печально известной атаки лёгкой бригады во время Крымской войны, которая была прославлена эпической поэмой Альфреда Теннисона «Атака лёгкой бригады». Атака была военной ошибкой британской командования во время Балаклавской битвы 25 октября 1854 года, связанной с недопониманием при передаче приказаний и которая обернулась большими потерями. Событие было популяризировано историями о мужестве, самопожертвовании и долге. Около 673 лёгких кавалеристов атаковали орудия, увозимые русскими в конце долины, которая простреливалась с флангов. В течение 20 минут 130 кавалеристов были убиты, 247 тяжело ранены и 475 лошадей убиты.
Картина была одна из нескольких картин, написанных художницей в 1874—1877 годах и изображающих сцены из Крымской войны. На картине изображена сцена после боя в Балаклаве, изображающая возвращение выживших после атаки лёгкой бригады. Солдаты на лошадях и пешком поднимаются на холм к зрителю, в различной степени ранения, некоторые всё ещё несут знамёна. На переднем плане в центре стоит солдат, глядя вдаль, с выражением шока на лице, в правой руке он держит окровавленную саблю. Слева выжившие конные и пешие собираются вместе, некоторым раненым помогают. Ещё несколько солдат поднимаются на холм справа. Справа от центральной фигуры вперёд едет всадник с раненым трубачом на руках. Пострадавшую лошадь раненого всадника рядом с ним ведёт вперед пеший солдат.
Центральная фигура — гусар, идущий пешком, с окровавленной саблей, с выражением шока и недоверия на лице. Прототипом послужил рядовой Уильям Генри Пеннингтон из 11-го гусарского полка. Он принял участие в первоначальной атаке, где был ранен, а позже позировал для картины леди Батлер.

## История
Когда картина была впервые показана, она получила высокую оценку, за исключением центральной фигуры гусара Пеннингтона, о котором один критик сказал: «Было бы хорошо, если бы вы, мистер Пеннингтон, никогда не вернулись из боя. Вы театральны, а не драматичны — просто разрушительно навязчивы и нереальны», что, откровенно говоря, является провокационным замечанием. «Санди Таймс» также раскритиковала его позу, назвав его «ошеломлённым и опьянённым вином битвы». Впоследствии, после ухода из армии Пеннингтон стал драматическим актёром и английский писатель Уильям Гладстон считал его лучшим Гамлетом. В 1898 году картина была приобретена Манчестерской художественной галереей.